# Universität Kinshasa
Die Universität Kinshasa (französisch Université de Kinshasa, UNIKIN) ist die bedeutendste Universität in der Demokratischen Republik Kongo.

## Geschichte
Sie wurde 1954 unter belgischer Kolonialherrschaft als Université Lovanium gegründet und war eng mit der Katholischen Universität Löwen in Belgien verbunden. Der Campus wurde bereits 1951 von dem belgischen Architekten Marcel Boulengier entworfen.
Im August 1971 wurde die Hochschule unter Präsident Mobutu mit zwei weiteren großen Universitäten, der Université Libre du Congo in Kisangani und der 1955/56 gegründeten Université Nationale du Congo in Lubumbashi, zur Université Nationale du Zaïre (UNAZA) vereinigt. In den 1980er und 1990er Jahren wurde diese zentralisierte nationale Universität von Zaire dann wieder in die drei einzelnen Universitäten aufgegliedert, unter wiederum neuen Namen:
- Université de Kinshasa (UNIKIN)
- Université de Kisangani (UNIKIS)
- Université de Lubumbashi (UNILU)

Im Jahr 2007 hatte die Hochschule 26.186 Studenten und 1.530 Mitarbeiter.

## Campus

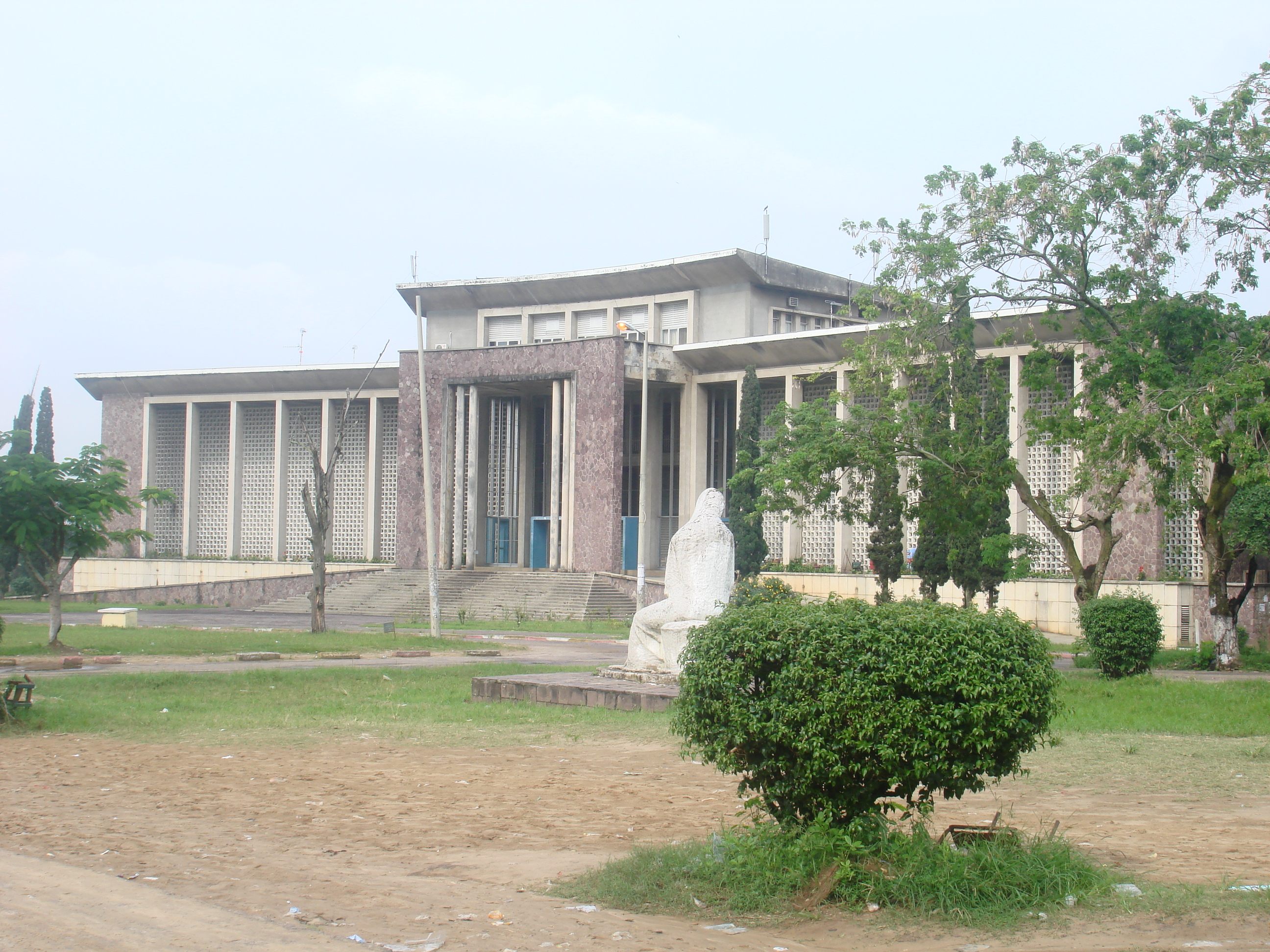
Hauptgebäude der Universität, 2006
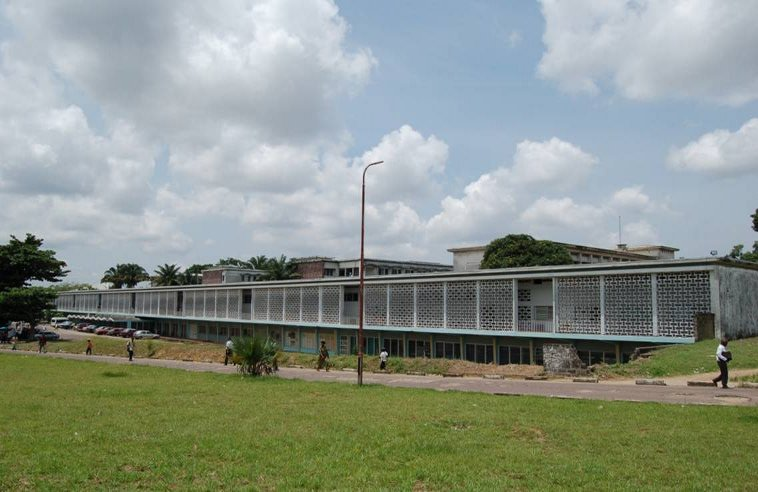
Universitätsklinik von UNIKIN, 2008